# Amt Grubenhagen
Das Amt Grubenhagen war ein historisches Verwaltungsgebiet des Königreichs Hannover.

## Geschichte
Der Amtssprengel geht auf das Zubehör der im 13. Jahrhundert an die Welfen gefallenen Burg Grubenhagen zurück. Um 1521 wurde der Sitz des Amtes in das Dorf Rotenkirchen verlegt und seither als Amt Rotenkirchen bezeichnet. Der Amtssitz wurde zum Schloss ausgebaut und diente zeitweilig als grubenhagensche Residenz. Nach der westphälischen Herrschaft wurde das Amt wiederhergestellt, 1826 mit dem Amt Salzderhelden zum neuen Amt Grubenhagen (mit Sitz in Salzderhelden) vereinigt und 1840 in das Amt Einbeck überführt.

## Amtmänner
- 1827–1839: Georg August Knigge, Oberamtmann
- 1840–1841: Carl Theodor Meyer, Amtmann